# Cremnophyton lanfrancoi
Cremnophyton lanfrancoi là loài thực vật có hoa thuộc họ Dền. Loài này được Brullo & Pavone mô tả khoa học đầu tiên năm 1987.